# 슈일러 엥크
슈일러 엥크(Schuyler Enck, 본명: Schuyler Colfax "Sky" Enck, 1900년 1월 25일 ~ 1970년 11월 1일)는 주로 800m에 출전한 미국의 운동선수였다. 1924년 프랑스 파리 하계 올림픽에 미국 대표로 출전해 800m에서 동메달을 획득했다.